# 석용

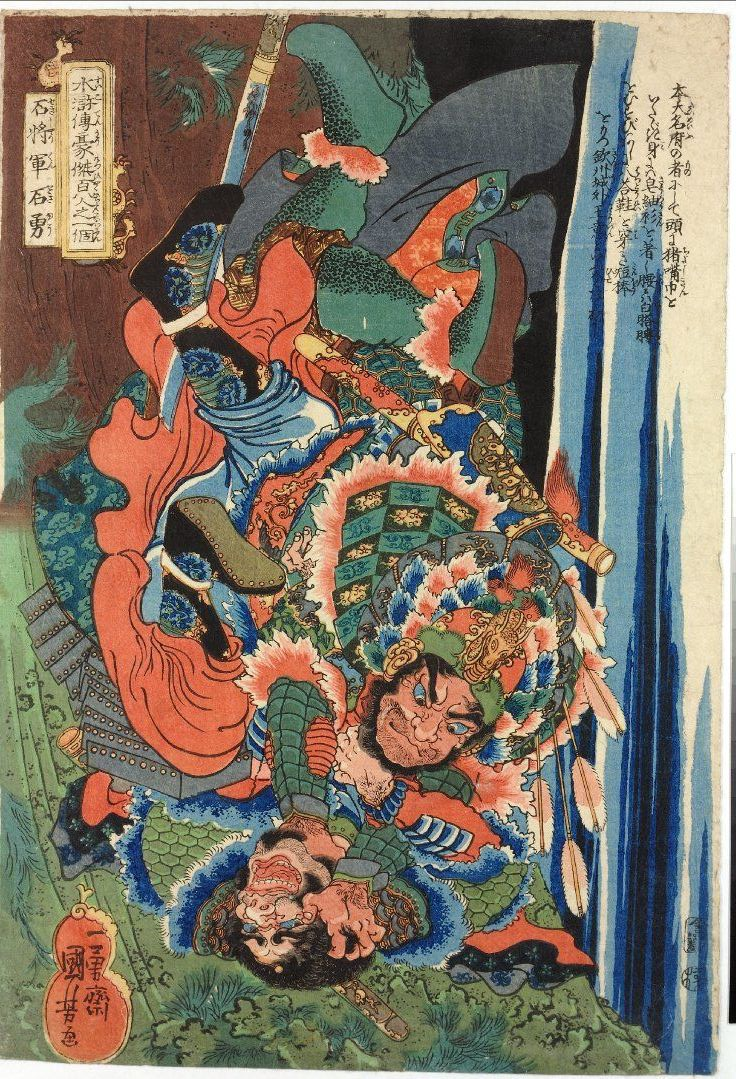

석용(石勇)은 중국의 사대기서(四大奇書) 중 하나인 《수호전》(水滸傳)에 등장하는 인물로, 108성 중 99위이자 지살성(地煞星)의 지추성(地醜星)에 해당한다. 난폭한 성격을 가진 것과 성(姓)이 '석(石)'인 것으로 인해 석장군(石將軍)이라는 별호로 불리며, 단봉(短棒)의 명수이다.

## 생애
북경(北京) 대명부(大名府) 출신으로 도박장(賭博場)에 자주 드나드는 도박꾼이며, 도박을 하다 살인을 저지르고 전국을 방랑하게 되었다. 이후 창주(滄州)의 유지(有志)인 시진(柴進)의 집에서 식객(食客)으로 지냈으며, 인망이 높기로 유명한 송강(宋江)에 대한 이야기를 들은 석용은 송강을 만나기 위해 제주(濟州) 운성현(鄆城縣)으로 갔다. 하지만 송강은 아내 염파석(閻婆惜)을 살해한 뒤 시진의 집으로 도망친 상황이었고, 석용은 송강의 동생인 송청(宋淸)을 만나 송강에게 보내는 편지를 전달받았다. 그 뒤 석용은 시진의 집으로 돌아왔으나, 이번에는 송강이 청주(靑州) 백호산(白虎山)으로 떠난 상황이었다.
결국 석용은 송강을 따라 백호산으로 여행을 떠났으며, 도중에 들른 찻집에서 우연히 송강 일행을 만나 송청의 편지를 송강에게 전달했다. 편지를 읽은 송강은 아버지에게 큰 변고가 생겼다고 하며 고향으로 돌아갔으며, 석용은 나머지 일행들과 합세해 양산박(梁山泊)의 일원이 되었다. 이후 송강이 관에 자수해 강주(江州)로 유배된 뒤 처형될 위기에 처하자, 석용은 다른 양산박 산적들과 함께 유배지로 가 송강을 구출했다. 그 뒤 양산박에 새로 설치된 주점(酒店) 중 하나인 북산 주점(北山酒店)에서 일했으며, 정보 수집이나 감시 등의 역할을 담당했다. 이후 호연작(呼延灼)과의 싸움에서 주점이 포격을 받아 파괴되자 주점의 재건을 위해 일했으며, 동시에 군마(軍馬)를 조달하는 역할 또한 맡게 되었다.
108성 집결 이후에는 보병군(步兵軍) 장교(將校) 중 한 명으로 임명되었으며, 주로 군사적인 일 보다는 도로 정비나 실종자 수색 등의 잡일을 많이 하였다. 이후 왕경(王慶)과의 전투에서 특공대 중 한 명으로 선발되었으며, 방랍(方臘)의 난을 진압하는 과정에서 흡주(歙州)에서의 전투에 참가하여 왕인(王寅)에게 달려들었으나 왕인의 창에 가슴을 찔려 사망했다.